# Aimone Landi
Pour les articles homonymes, voir Landi.
Aimone Landi, né le 27 septembre 1913 à Galliano en Toscane et mort le 16 décembre 1972 à San Piero a Sieve en Toscane, est un coureur cycliste italien, professionnel de 1935 à 1947.

## Palmarès
- 1933
  - Coppa Bologna
- 1937
  - 3e du Tour de Lombardie
- 1938
  - 10e étape du Tour des Trois Mers
- 1939
  - 10e du Tour de Lombardie
- 1940
  - 10e du Milan-San Remo

## Résultats sur les grands tours

### Tour d'Italie
6 participations
- 1935 : abandon (12e étape)
- 1938 : abandon (6e étape)
- 1939 : abandon (10e étape)
- 1940 : 24e
- 1946 : abandon
- 1947 : abandon